# Göran Garman
Göran Garman, född 19 augusti 1752 i Falun, Kopparbergs län, död 30 september 1809 i Jakob och Johannes församling, Stockholm, var en svensk instrumentmakare och klavikordbyggare i Stockholm.

## Biografi
Garman föddes 1752 i Falun och var son till bokhållaren Lars Garman och Catharina. Han var gesäll hos Mathias Petter Kraft i 23 år. Efter Krafts död 1807 ärvde Garman verkstaden efter honom. Enligt testamentet skulle han även bilda kompanjonskap med Lorentz Mollenberg. Instrumenten de tillverkade signerades Garman & M. Garman anslöt sig till snickarämbetet den 30 juli 1807 och Mollenberg den 21 oktober 1808. Garman avled 1809 i Stockholm. Efter hans död fortsatte Mollenberg att bedriva verksamheten. 
Verkstaden låg i kvarteret Åskslaget nr 41 i Jakob församling, Stockholm.

## Instrument
Garman tillverkade harpor, hammarklaver, klavikord och lutor. 

## Medarbetare
- 1807-1809 - Lorentz Mollenberg (född omkring 1764-1824). Han var gesäll hos Garman.
- 1807-1809 - Johan Peter Billström (född 1761). Han var gesäll hos Garman.
- 1807-1809 - Carl Erik Lundberg (född 1771). Han var gesäll hos Garman.
- 1807-1809 - David Garman (född 1787). Han var lärling hos Garman och även brorson till honom